# Рональд Астон
Рональд Леслі Астон (англ. Ronald Leslie Aston; нар. 23 липня 1901, Бервуд — пом. 7 вересня 1969, Сідней) — австралійський фізик та інженер-будівельник.
Астон народився 23 липня 1901 року в Бервуді, Новий Південний Уельс. Навчання — Ньюїнгтонський коледж (1912—1918), Сіднейський та Кембриджський університет. 
У 1921 році — отримав — ступінь бакалавр наук. У 1925 р. — магістр природничих наук. У 1955 р. — доктор філософії.
Викладав цивільне будівництво в Університеті Сіднея (з 1930 до 1966 р.) У 1956 році — призначений доцентом. 
Раніше працював фізиком в Імперській геофізичній експериментальній службі (з 1929 по 1930 р.) і викладав у Мельбурнському університеті (1928—1929 рр.)
У 1948 році — Астон президент Королівського товариства Нового Південного Уельсу. Засновник Асоціації професійних інженерів, (Австралія, 1946).
Помер у Сіднеї 7 вересня 1969 року.